# 脊尾白虾
脊尾白虾（学名：Palaemon carinicauda）又名白虾，长臂虾科長臂蝦屬的一种小型经济虾类，分布于太平洋西部中国和朝鲜半岛西岸海域。

## 形态特征
脊尾白虾体长约50～90毫米。体色透明，带蓝色或红棕色小斑点。

## 经济价值
脊尾白虾具有适应性强、食性广、繁殖力强、生长速度快等特点，是一种重要的小型经济虾类。除供鲜食外，还常加工成海米，受精卵可干制成虾籽，是上乘的海味干品。

## 同物異名
- Exopalaemon carinicauda (Holthuis, 1950)
- Leander longirostris var. carinatus Ortmann, 1890
- Palaemon (Exopalaemon) carinicauda Holthuis, 1950